# Genetische vingerafdruk

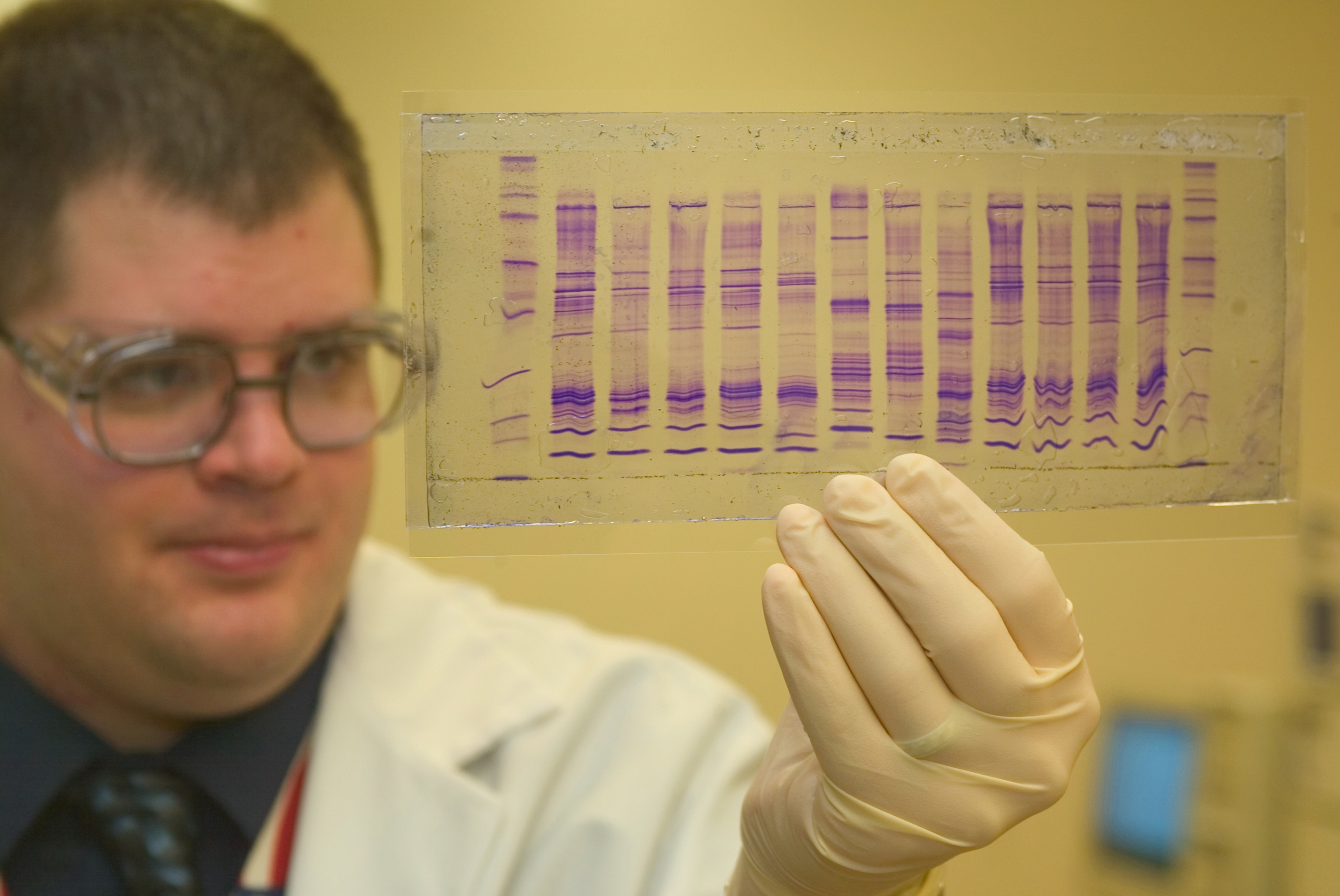
Onderzoeker bekijkt een genetische vingerafdruk.

Een genetische vingerafdruk (DNA profiling) is een vorm van DNA-onderzoek dat veel gebruikt wordt in forensisch onderzoek. Het is een methode om uit het genetisch materiaal van een individu (mens, dier of plant) bepaalde stukjes te selecteren en met het analoge gebied in een ander individu van dezelfde soort te vergelijken. De term 'vingerafdruk' is hier een metafoor die aangeeft dat gevonden genetische kenmerken zijn terug te voeren naar een individu (mens, dier, plant).
Er zijn delen van het DNA die tussen alle individuen van een soort maar heel weinig variatie vertonen; er zijn echter ook segmenten waarvan de samenstelling tussen individuen sterk verschilt (DNA-polymorfismen), de zogenaamde microsatellieten. Door een dergelijk hypervariabel stuk te kiezen kan een patroon worden verkregen dat met een hoge mate van waarschijnlijkheid volstrekt uniek is voor het betreffende individu, met uitzondering van eeneiige tweelingen, klonen en chimaera's. 
Hiervan wordt gebruikgemaakt in de forensische geneeskunde om aan te tonen dat een bepaald spoor (bijvoorbeeld bloed, sperma, haar) van een bepaalde persoon afkomstig moet zijn (of juist niet kan zijn), wat een grote bewijskracht heeft.
Ook kunnen verwantschappen worden aangetoond; zo kan worden bepaald of iemand een ouder is van een ander of niet. Zo kunnen anders onidentificeerbare lichamen of delen daarvan toch nog weleens worden geïdentificeerd door het DNA met dat van nog levende mogelijke familieleden te vergelijken. Dit is ook na tientallen jaren nog mogelijk; zo konden de lichamen van de Russische Tsaar Nicolaas II en zijn familieleden, die een jaar na de Oktoberrevolutie van 1917 waren vermoord, zo worden geïdentificeerd door daaruit verkregen DNA met dat van nog levende familieleden te vergelijken. Ook kon van een vrouw die decennialang geclaimd had prinses Anastasia te zijn worden aangetoond dat dat niet waar was. Ook van de beruchte Duitse kamparts Josef Mengele kon door DNA-analyse worden bewezen dat hij in Brazilië was overleden en begraven onder de naam Wolfgang Gerhard.